# Feminismo gordo

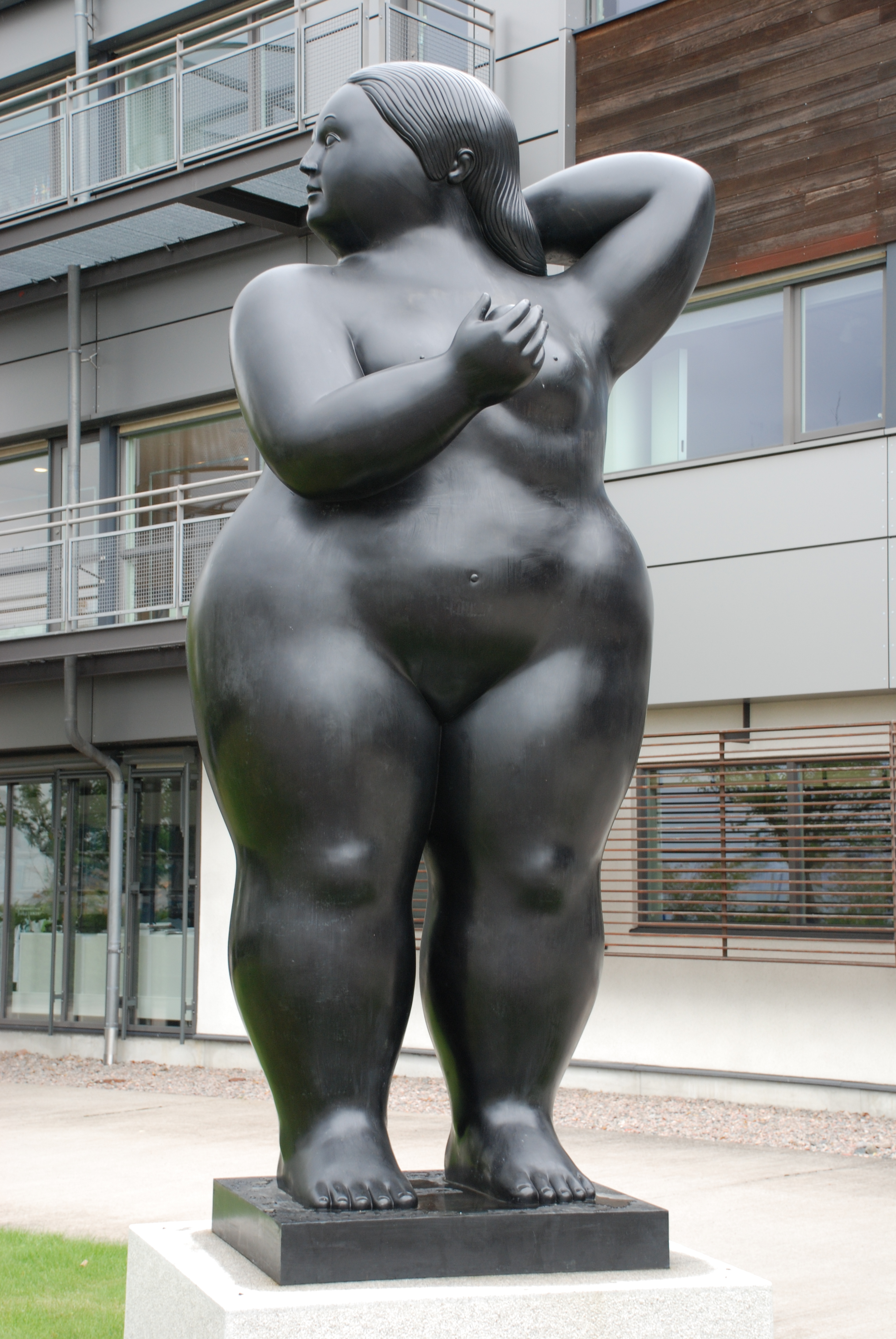
Escultura de Fernando Botero

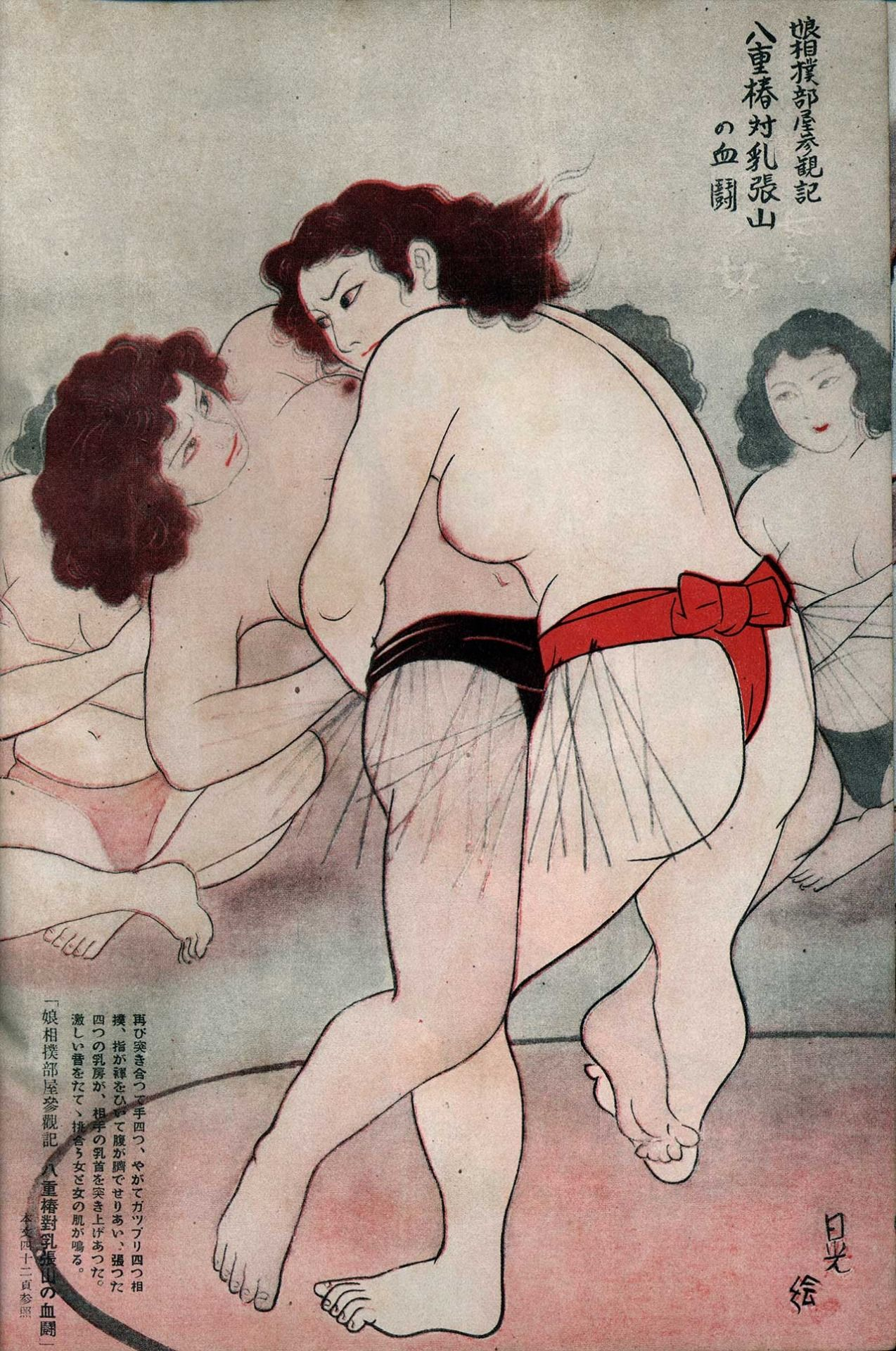
Luta de sumô feminino. A resistência à participação das mulheres nos torneios profissionais de sumô dos tempos modernos é por vezes considerada sexista.

O feminismo gordo, frequentemente associado à "positividade corporal", é um movimento social que incorpora temas feministas de igualdade, justiça social e análise cultural baseada no peso de uma mulher. Este ramo do feminismo cruza a misoginia e o sexismo com a gordofobia. Defende a aceitação body-positive para todos os corpos, independentemente do seu peso, bem como a eliminação de preconceitos experimentados direta ou indiretamente pelas pessoas gordas. As feministas gordas originaram-se durante o feminismo da terceira onda e estão alinhadas com o movimento de aceitação de corpos gordos. Uma parte significativa da positividade corporal na terceira onda concentrou-se em abraçar e recuperar a feminilidade, como usar maquiagem e salto alto, embora a segunda onda tenha lutado contra essas coisas. O feminismo gordo ocidental contemporâneo trabalha para desmantelar estruturas de poder opressivas que afetam desproporcionalmente as pessoas pobres da classe trabalhadora ou as pessoas pobres em geral. Abrange uma ampla gama de tópicos, como cultura alimentar, gordofobia, representação na mídia, capacitismo, e discriminação no emprego.

## História

### Décadas de 1960 a 1970
Muitas saídas do feminismo gordo começaram a surgir no final dos anos 1960, mas é mais comumente visto como um produto do feminismo de terceira onda. Quando as feministas gordas não obtiveram apoio da Organização Nacional para Mulheres, elas estabeleceram novas organizações para defender a aceitação do tamanho, como a Fat Underground, a primeira Força-Tarefa de Imagem Corporal de 1964, e a National Association to Advance Fat Acceptance (NAAFA) em 1969. Além disso, o artigo de Lew Louderback "Mais pessoas deveriam ser gordas!" foi publicado no The Saturday Evening Post em 1967.
Em 1973, Vivian Mayer e Judy Freespirit lançaram o Fat Liberation Manifesto, que descrevia a discriminação por tamanho como sexismo. Seus esforços encontraram reações diversas durante aquela década, quando modelos muito magras, como Twiggy, se tornaram moda. Algumas feministas, como Gloria Steinem e Jane Fonda, acreditavam que a remoção de traços de "feminilidade", como curvas femininas, era necessária para a admissão em uma sociedade dominada pelos homens.
Fat is a Feminist Issue, de Susie Orbach, amplamente considerado o primeiro livro feminista gordo, foi publicado em 1978.

### Décadas de 1980 a 2000
Mais organizações e publicações contra a discriminação por tamanho foram fundadas durante este período. A primeira edição da Radiance: The Magazine for Large Women foi publicada em 1984. Marcas de roupas e revistas de moda voltadas para um público plus size tornaram-se mais comuns, mas não eram a norma na publicidade. Os críticos apontaram que, embora a preocupação com os transtornos alimentares tenha aumentado durante a década de 1990, algumas revistas para adolescentes usaram modelos magros para representar uma imagem corporal positiva e uma alimentação saudável.
Feministas gordas também entraram com ações judiciais contra programas de dieta por alegações fraudulentas. Por exemplo, a NAAFA descobriu que 95-98% das dietas falham em cinco anos. A NAAFA também argumenta que a indústria médica começou a rotular 65 milhões de americanos como “obesos”, desenvolvendo posteriormente novos procedimentos, produtos e pílulas para “curar” um problema de obesidade que criaram. Como resultado, as feministas também tentavam combater a medicalização da gordura. Da mesma forma, devido ao boom do fitness na década de 1980, o feminismo gordo teve que lutar contra a popularidade crescente da indústria da dieta. No final da década de 1990, os americanos gastavam anualmente mais de US$ 40 bilhões em produtos e programas dietéticos.

Na década de 1990, o feminismo gordo tornou-se cada vez mais popular. Pela primeira vez, o feminismo gordo foi oficialmente apoiado pela Organização Nacional para Mulheres quando a organização adotou uma postura anti-discriminação de tamanho e iniciou uma força-tarefa de imagem corporal. Em 1992, Mary Evans Young, uma ativista do tamanho positivo na Inglaterra, lançou o Dia Internacional Sem Dieta, que continua a ser uma tradição anual.
Em 1993, Toni Cassista entrou com uma ação judicial contra a Community Foods, loja de Santa Cruz, Califórnia, quando não foi contratada por causa de seu tamanho. A Suprema Corte da Califórnia decidiu a seu favor, criando um precedente de discriminação com base no peso. Atualmente, todos os outros estados dos Estados Unidos podem demitir funcionários por ganharem peso devido ao emprego voluntário. Um estudo da Universidade de Yale mostra que 10% das mulheres e 5% dos homens sofrem discriminação por peso no trabalho.

Durante a década de 1990, o zine, o riot grrrl e os movimentos Fat Liberation convergiram para jovens ativistas, resultando na publicação de numerosos zines feministas gordos. Entre eles estavam Fat! So?: for people who don't apologize for their size de Marilyn Wann, I'm So Fucking Beautiful de Nomy Lamm e Fat Girl: a zine for fat dykes and the women who want them, produzido pelo The Fat Girl Collective em São Francisco de 1994 a 1997.
Em 1996, uma trupe ativista de arte performática com sede em Toronto, Pretty Porky and Pissed Off (PPPO), foi fundada por Allyson Mitchell, Ruby Rowan e Mariko Tamaki . O objetivo do PPPO era cultivar representações e mensagens positivas de gente gorda por meio da performance. Cresceu para incluir outros membros e trabalhou como um coletivo cultural até 2005 publicando sua série de zine, Double Double. Nomy Lamm foi nomeada pela Ms. Magazine como a "Mulher do Ano" em 1997, "Por inspirar uma nova geração de feministas a lutar contra a opressão da gordura." Em 1999, Marilyn Wann expandiu seu zine para o livro Fat!So? Fat!So? : Because You Don't Have to Apologize for Your Size. Em 2005, os ex-membros do coletivo Fat Girl Max Airborne e Cherry Midnight publicaram Size Queen: for Queen-Sized Queers and our Loyal Subjects.
No final dos anos 90, a abordagem Health At Every Size (HAES) começou a desenvolver-se e foi incorporada em algumas empresas. O sistema de crenças HAES rejeita a dieta e o paradigma de saúde baseado no peso. Este sistema foi adotado por muitas feministas gordas. Algumas empresas utilizaram esta abordagem para repensar o exercício, promover o movimento pelo movimento em vez da perda de peso e para enfatizar a escuta dos sinais corporais. Entre alguns deles estavam o Women of Substance Health Spa de Lisa Tealer e Dana Schuster em 1997 na Califórnia e as aulas de fitness Great Shape de Pat Lyons na Kaiser Permanente.

The Body Positive foi fundada por Elizabeth Scott e Connie Sobczak em 1996. Foi criado para ajudar “as pessoas a desenvolver um autocuidado equilibrado e alegre e um relacionamento com seu corpo guiado pelo amor, perdão e humor”.
Em 1998, a NAAFA organizou uma Marcha do Milhão de Libras em Los Angeles para protestar contra a discriminação e o assédio aos corpos gordos.

### Anos 2000-2010
A abordagem HAES continuou a se desenvolver e, usando esse método, a Associação para Diversidade de Tamanho e Saúde foi fundada em 2003.
A década de 2000 viu um aumento no feminismo na Internet e no ativismo gordo na Internet, que muitas vezes convergiram, já que alguns argumentaram que isso torna a participação em movimentos mais inclusiva, acessível e de amplo alcance. A blogosfera de aceitação gorda foi apelidada de "gordosfera" e tem desfrutado de alguma publicidade positiva nas principais publicações. Kate Harding e Marianne Kirby, que são blogueiras gordas proeminentes, lançaram um livro de autoajuda co-escrito em 2009 chamado Lessons from the Fat-o-sphere: Quit Dieting and Declare a Truce with Your Body, que é dedicado a diferentes tópicos, incluindo positividade corporal, saúde em todos os tamanhos e alimentação intuitiva. Beth Ditto, vocalista da banda punk The Gossip, alcançou o status de celebridade em meados dos anos 2000 com a popularidade do álbum de 2006 de sua banda, Standing in the Way of Control, que também ajudou a aumentar a conscientização sobre o movimento.

Durante este período, a mentalidade do público em geral ainda contestava a cultura alimentar, a medicalização da gordura, a patologização dos corpos gordos e resistia aos sentimentos da "epidemia de obesidade". Em resposta ao preconceito baseado no peso, mais trabalhadores começaram a intentar ações judiciais contra os seus empregadores por discriminação no local de trabalho. Através da experiência, muitos trabalhadores descobriram que a maioria dos estados dos EUA não possui leis específicas para prevenir preconceitos de peso. Salientaram também que foi permitida a aplicação de práticas prejudiciais devido a lacunas nas leis anti-discriminatórias que não eram suficientemente específicas para os proteger. Por exemplo, em 2013, 22 empregadas de mesa do Borgata Hotel Casino & and Spa, em Atlantic City, levaram o seu caso a tribunal porque o seu empregador obrigava as mulheres a tomar laxantes. O chefe delas chegou a realizar pesagens obrigatórias e proibi-las de ganhar mais de 7% do peso corporal total.

### Década de 2010 – hoje
Pouco depois de o presidente Obama iniciar o seu primeiro mandato, a primeira-dama Michelle Obama iniciou uma campanha chamada "Let's Move" para chamar a atenção para a obesidade nos Estados Unidos e encorajar as pessoas a fazer exercício, a comer de forma saudável e a perder peso. No entanto, esta campanha foi criticada por usar sentimentos medicalizados e patologizados de gordura, por usar ideologias de perda de peso como objetivo universal e por não abordar o bullying e a discriminação que pessoas gordas de todas as idades experimentam.
Durante esta época, a positividade corporal começou a aparecer no consumo. Em 2015, a empresa varejista Lane Bryant lançou a campanha #ImNoAngel em resposta direta à preferência da Victoria's Secret pelos padrões de beleza convencionais. A campanha começou com uma gama diversificada de modelos plus size compartilhando o fato de se sentirem sexy na Cacique, a linha de roupas íntimas da Lane Bryant. De acordo com a CEO da empresa, Linda Heasley, "Nossa campanha #ImNoAngel foi projetada para capacitar TODAS as mulheres a amarem cada parte de si mesma." Em conjunto com a campanha, LB também iniciou o Desafio #ImNoAngel que fez parceria com I Am BEAUTIFUL™, uma organização sem fins lucrativos dedicada a desenvolver auto-estima e habilidades de liderança em meninas e mulheres. Dove também respondeu ao anúncio "Love My Body" da Victoria's Secret, iniciando a campanha Dove Real Beauty. No entanto, a resposta da Dove foi criticada por usar indevidamente a positividade corporal como aceitação do corpo individual e por envergonhar o corpo de outras mulheres. Além disso, seus anúncios foram criticados como não inclusivos, porque a internalização de um ideal de magreza pode resultar em anunciantes usando corpos de tamanho médio e não-deficiente em vez de um corpo esbelto, como forma de promover falsamente a aceitação.

Em 2016, a Mattel lançou "Curvy Barbie". Essa linha de Barbies incluía bonecas de todos os formatos, tamanhos e etnias diferentes. Quando questionada, a empresa disse: "Livrar-se da abertura entre as coxas da Barbie faz parte da 'evolução das imagens que vêm à mente quando as pessoas falam sobre a Barbie'." A empresa também afirma que está “ouvindo o que as meninas estão falando”.
No início de 2017, houve uma nova tendência para feministas gordas e ativistas body-positive assumirem o controle de como sua gordura era vista. Isso está sendo feito em grande parte nas redes sociais. Por exemplo, a hashtag #Don'tHateTheShake foi criada por Melissa Gibson em 2015. São postados vídeos nas redes sociais com essa hashtag de pessoas de qualquer tipo de corpo, mas principalmente corpos gordos se movimentando, dançando e se divertindo. O objetivo é celebrar todos os corpos e incentivar a positividade corporal. Ganhou força com Megan Jayne Crabbe, que espalha positividade corporal nas redes sociais. Crabbe publicou um livro sobre positividade corporal chamado Body Positive Power.

Muitos movimentos também começaram como uma resposta à exclusividade dos desfiles de moda convencionais, como os desfiles da Victoria's Secret. Muitas pessoas começaram suas próprias caminhadas pela moda no meio de ruas movimentadas, muitas vezes apresentando corpos de tamanhos diferentes. Crabbe também participou desses movimentos. Por exemplo, em Fevereiro de 2018, Crabbe e outros atravessaram a Oxford Street em roupas íntimas enquanto seguravam cartazes apelando a uma representação mais gorda na moda. Da mesma forma, KhrystyAna fundou #theREALcatwalk, que centra o corpo não hegemônico, e em dezembro de 2018 contou com mais de 200 participantes. A linha de lingerie Savage X Fenty de Rihanna incluía modelos de múltiplas raças e corpos.
Muitas pessoas também incorporam a mídia social em seus projetos, como o Red Body Positive Swimsuit Shoot de Sara Guerts em abril de 2018, que apresentou uma ampla variedade de tipos de corpo e PCDs. Jameela Jamil, fundadora do iWeigh, lutou contra o Instagram para mudar suas políticas sobre cultura alimentar em anúncios e postagens regulares. A partir de setembro de 2019, se uma imagem mostrar um produto para perder peso ou um procedimento cosmético que custe dinheiro, os espectadores com menos de 18 anos não poderão ver a postagem. Da mesma forma, o Instagram removerá postagens que façam uma “afirmação milagrosa” sobre os produtos ou dietas mostradas.

## Intersecções com outras formas de feminismo e estudos

### Feminismo gordo e mulheres negras nos Estados Unidos
A interseção de raça, gênero e discriminação corporal significa que mulheres negras de grande porte podem sofrer preconceitos de maneira diferente de suas contrapartes brancas. Muitas mulheres negras muitas vezes não veem o excesso de peso como sinônimo de falta de atratividade. Afirmam ainda que as grandes mulheres negras usam o seu peso e estilo pessoal como forma de contrariar os padrões de beleza dominantes que têm sido historicamente definidos pelos padrões dos países ricos. Isso pode incluir ter cabelos naturais ou dreadlocks para mulheres negras, bem como adotar figuras maiores e mais curvilíneas. A pesquisa sugere que as mulheres negras, assim como as comunidades negras em geral, podem considerar mais tipos de corpo como atraentes do que os padrões de beleza dos brancos. No entanto, como as mulheres negras são frequentemente excluídas dos movimentos de positividade e aceitação das gorduras, muitas recorreram às redes sociais como forma de encontrar inclusão nos movimentos. Algumas mulheres negras gordas resistem aos padrões de beleza dominantes, criando estruturas interseccionais para aceitar mulheres gordas de todas as identidades. Mulheres negras gordas trabalham para resistir à fetichização do olhar masculino ou daqueles que dão conselhos de saúde indesejados, ao mesmo tempo que criam espaços positivos e de aceitação para si mesmas.
Este subtópico também se cruza com o campo dos estudos de mídia na avaliação de quem é representado na mídia e como, porque as pessoas não-brancas vezes desempenham papéis estereotipados na mídia. De acordo com o artigo "Fat People of Color", estudos mostram que "14% dos papéis de 2018 na programação de televisão do horário nobre retratavam mulheres com 'sobrepeso' ou 'obesas'" e menos  para mulheres negras com sobrepeso.

### Intersecções com estudos queer
A análise de Rossi também se aplica ao feminismo queer, na medida em que as pessoas queer e gordas, especialmente as "de cor", experimentarão diferentes níveis de consequências sociais e institucionais. Rossi descobre que isso geralmente é resultado de preconceitos anti-obesidade que visam especificamente pessoas de cor queer e gordas. Por exemplo, Bianca DM Wilson compartilhou experiências de outras pessoas presumindo que ela sofrerá uma morte prematura devido ao tamanho de seu corpo, e então compararão esses resultados com sua probabilidade de morte devido à sua posição como uma mulher negra queer. Isto reforça a fobia da gordura ao visar corpos marginalizados, o que significa que a gordofobia e a homofobia estão interligadas de forma única.
Muitas das autoras de Shadow on a Tightrope: Writings By Women on Fat Oppression (1983) são lésbicas e muitas estiveram envolvidas no feminismo lésbico. A sua experiência de excesso de peso é vista como distinta da das mulheres heterossexuais, dada a experiência de discriminação combinada com base no sexo, tamanho e orientação sexual.

Alguns indivíduos queer ainda não participam ou apoiam o feminismo gordo porque crerem que as atitudes sociais e culturais em relação ao tamanho do corpo não mudarão as crenças sobre a condição de queer.

### Intersecções com estudos de deficiência
Alguns movimentos de positividade corporal excluem e ignoram pessoas com deficiência no ativismo. Como resposta, pessoas como Keah Brown estão iniciando movimentos como a hashtag #disabledandcute para garantir que todos sejam incluídos no feminismo gordo. Da mesma forma, aqueles que têm deficiências e/ou sofrem de doenças crônicas não são frequentemente representados nos meios de comunicação social, o que significa que projectos activistas como a hashtag de Brown criam espaço para que mais pessoas encontrem relações positivas consigo próprias e com os seus corpos.

### Intersecções com estudos de mídia
A mídia desempenha um grande papel tanto na criação quanto na reprodução dos valores socioculturais dos corpos. Por exemplo, alguns analisaram o papel do corpo nas propagandas de moda, ilustrando que aquelas que são representadas como ideais através das roupas são mulheres magras e valorizadas hegemonicamente. Posteriormente, devido às representações limitadas de corpos nos anúncios, pode haver potencialidades para sérios problemas de saúde decorrentes de problemas de imagem corporal. Da mesma forma, ao avaliar a presença de anúncios de dietas nas redes sociais, uma pesquisa sugere que a influência da mídia pode levar os usuários a tentar alcançar um corpo culturalmente valorizado, o que pode resultar em distúrbios alimentares, dietas inseguras e outras formas de comportamentos prejudiciais para perda de peso, deterioração das relações com a comida e consigo mesmo.
Isto novamente se cruza com os feminismos interseccionais ao avaliar a qualidade e a quantidade de visibilidade das mulheres, especialmente das mulheres de cor gordas, na grande mídia. Por exemplo, de 1999 a 2004, Covert e Dixon encontraram apenas um ligeiro aumento de mulheres negras representadas em anúncios de moda, resultando em 4,7% de mulheres latinas e 10,6% de mulheres negras mostradas, que estão globalmente sub-representadas em papéis contra-estereotipados. Também se pode avaliar a visibilidade de indivíduos com deficiências na mídia. Em 2016, 95% dos personagens deficientes em programas de TV populares foram interpretados por atores não-deficientes.
Os estudos de mídia também foram capazes de criticar anúncios positivos para o corpo, como a campanha Dove Real Beauty. Isso pode revelar um uso indevido do termo positividade corporal; no entanto, os efeitos dos anúncios de aceitação são relativamente desconhecidos. Considerando o poder influente da mídia, a representação positiva da gordura pode começar a trazer mudanças nos valores culturais da magreza, mas ainda não está presente o suficiente para fazer essa mudança. Da mesma forma, as propagandas positivas para o corpo, assim como as propagandas de magreza ideal, evocam fortes respostas emocionais, tanto positivas quanto negativas. O positivo seria que os espectadores podem ser levados a ver o seu corpo de forma positiva, no entanto, isso pode até causar culpa por não amar o próprio corpo da mesma forma que um anúncio está promovendo.
Estas intersecções revelam o poder e a influência dos meios de comunicação social, que têm um forte potencial para mudar o comportamento individual para melhor ou para pior.

### Intersecções com a educação
O bullying é uma ocorrência comum nas escolas e, ainda assim, quando se trata de intimidar o tamanho do corpo, os adultos toleram, se não perpetuam, esse tipo de bullying. Hannah McNinch descobriu, a partir de sua própria pesquisa em sala de aula, que o ambiente escolar apenas aumentou a opressão vivida pelos jovens gordos. A inclusão da educação física e da atividade física é o primeiro tema que McNinch percebeu em sua pesquisa, e muitos alunos afirmaram que tentaram perder peso para se adaptarem mais. O segundo tema é o fato de que, na hora de atribuir a responsabilidade pelo bullying, a culpa recaiu sobre a vítima e seu “estilo de vida horrível”. A parte final da pesquisa de McNinch sugeriu que os alunos que sofriam bullying por causa do peso poderiam perpetuar o ciclo de bullying com seus próprios alunos.

## Teorias associadas
Uma teoria apresentada por Michel Foucault no seu livro The Perverse Implantation sugere que a sociedade planta ideias dentro das mentes dos indivíduos, o que cria indústrias e, por sua vez, controla as pessoas e o seu sistema de crenças. Isto é muito parecido com a indústria de dietas, construída para ajudar as pessoas com sobrepeso a se tornarem “normais”, que na sociedade ocidental o objetivo é ser magro ou curvilíneo, não gordo. Vigilantes do Peso, Nutrisystem, DetoxTea e opções cirúrgicas de perda de peso são todos adaptados para perder peso, e essas ideias são o que as feministas gordas e os ativistas da positividade corporal se opoem. Laura S. Brown, autora de Fat Oppression and Psychotherapy, diz que estar acima do peso não é prejudicial à saúde. Os padrões que aplicamos aos indivíduos com sobrepeso são considerados prejudiciais à saúde para esses indivíduos. Acredita-se que bulimia, anorexia, depressão e ansiedade sejam causadas por causa dos padrões que a sociedade tem sobre aqueles considerados estranhos sociais.
Além disso, a teoria do panóptico tem sido aplicada a estudos de "mídia gorda". O panopticonismo explica o comportamento de autopoliciamento para acomodar o potencial monitoramento social, mesmo que não seja possível ver ou identificar fisicamente o espectador. Na mídia, o panóptico serve para controlar os corpos das mulheres através do heteropatriarcado, o que pode resultar na modificação do comportamento das pessoas. Isso pode ter efeitos prejudiciais, como baixa autoestima, transtornos alimentares e outras formas de relacionamento prejudicial com a comida e consigo mesmo.
Uma análise semelhante do heteropatriarcado na publicidade de moda revela as formas como os meios de comunicação perpetuam noções heteronormativas de feminilidade. A mídia muitas vezes cria padrões de beleza feminina impossíveis de alcançar, o que significa que as pessoas podem começar a autopoliciar seu próprio comportamento, bem como monitorar o comportamento de outras pessoas. De acordo com Sandra Lee Bartsky, como a moda funciona com base num ideal tênue, os meios de comunicação social tornam-se um meio de comunicação através do qual o desempenho de gênero é estritamente limitado e pode influenciar quem pode ocupar espaço e quanto. Ela argumenta que, como tal, o desempenho da feminilidade hegemônica está ligado ao tamanho do corpo, o que significa que mulheres gordas são frequentemente vistas como a antítese da feminilidade.

## Como o tamanho do corpo está ligado ao feminismo
Há muitas razões pelas quais corpos grandes podem ser uma questão feminista. Embora a palavra gorda se refira simplesmente a um tamanho corporal maior, ela passou a ser associada a palavras como feia, preguiçosa e indesejável. Isto dominou a cultura ocidental através da busca por um corpo saudável considerado magro. As mulheres tornaram-se a maioria da população que procura este corpo ideal, à medida que as mensagens dos meios de comunicação continuam a demonizar a gordura. Representações negativas de corpos grandes impulsionam a narrativa de que a gordura é um problema pelo qual devemos nos envergonhar. Essas representações negativas são inculcadas em campanhas anti-obesidade que utilizam esmagadoramente imagens de mulheres gordas.
O feminismo gordo aborda a obesidade como uma questão feminista porque as mulheres, especificamente as afro-americanas e as mulheres pobres, têm maior probabilidade de serem obesas. No entanto, "obeso" é um termo cunhado pela comunidade médica, que muitas vezes busca desenvolver novos produtos e procedimentos para consertar uma epidemia que causaram. Da mesma forma, os corpos marginalizados são frequentemente alvo de sentimentos de perda de peso. A interseção do tamanho do corpo com a raça e o status socioeconômico representa preocupações sobre questões de política ambiental. Relacionada com isto está a ideia de que o estatuto socioeconómico pode criar uma falta de acesso a produtos frescos.
O estigma associado às mulheres gordas está ligado ao movimento feminista porque o feminismo, na sua essência, trabalha para alcançar a igualdade entre os sexos em todos os aspectos da vida. O feminismo gordo trabalha para alcançar a igualdade entre os sexos e combater a natureza opressiva do “privilégio magro”, já que as mulheres gordas recebem uma quantidade desproporcional de tratamento negativo devido ao seu tamanho corporal. As intersecções entre ser grande e ser mulher estão no cerne do feminismo gordo porque a discriminação e o preconceito ocorrem frequentemente como resultado do gênero e do tipo de corpo. Os pontos acima que conectam a gordura ao feminismo giram em torno das diversas experiências que o tipo de corpo pode produzir quando combinado com status socioeconômico, raça, gênero, orientação sexual e outras identidades.

## Crítica
Os críticos do feminismo gordo afirmaram que existem questões significativas com o movimento, muitas das quais tratam de exclusão e representação. Uma dessas críticas é que o feminismo gordo pode resultar na vergonha do corpo e na exclusão de pessoas com outros tipos de corpo, já que nos estudos sobre gordura às vezes há um privilégio para uma menina com sobrepeso e uma desvantagem para uma menina magra. Outros críticos do feminismo gordo e dos movimentos positivos para o corpo afirmaram que os movimentos ignoram as pessoas que não são mulheres brancas, gordas e não-deficientes. Isto resultou na designação dos movimentos de capacitistas, uma vez que as pessoas com deficiência são frequentemente excluídas do discurso e da acção dominantes. Da mesma forma, as mulheres negras enfrentam os mesmos problemas, pois não são representadas com tanta frequência como as mulheres brancas no movimento. A exclusão baseada no gênero também foi expressa, uma vez que os críticos afirmam que os movimentos ignoram como a masculinidade está ligada ao tamanho do corpo e os homens raramente são representados.
Acadêmicos como Ashley Kraus e Amara Miller também comentaram como o termo positividade corporal é frequentemente visto como significando aceitação individual do corpo e, como tal, não faz nada para desmantelar estruturas de poder que afetam diretamente corpos não hegemônicos.
Por causa dessas críticas, feministas gordas interseccionais, como Crabbe e outras influenciadoras, começaram a expressar como o movimento de positividade corporal tem ligações diretas com o feminismo gordo.